# Dirk Balster
Dirk Peter Balster (Gütersloh, 19 de julio de 1966) es un deportista alemán que compitió en remo.
Ganó tres medallas de oro en el Campeonato Mundial de Remo entre los años 1989 y 1991. Participó en los Juegos Olímpicos de Barcelona 1992, ocupando el cuarto lugar en la prueba de cuatro sin timonel.

## Palmarés internacional
| Representando a la RFA   |                      |                |                  |
| Campeonato Mundial       |                      |                |                  |
| Año                      | Lugar                | Medalla        | Prueba           |
| 1989                     | Bled (Yugoslavia)    | Medalla de oro | Ocho con timonel |
| 1990                     | Tasmania (Australia) | Medalla de oro | Ocho con timonel |
| Representando a Alemania |                      |                |                  |
| Campeonato Mundial       |                      |                |                  |
| Año                      | Lugar                | Medalla        | Prueba           |
| 1991                     | Viena (Austria)      | Medalla de oro | Ocho con timonel |